# Vụ trộm kim cương ở sân bay Brussels
Ngày 18 tháng 2 năm 2013, 8 tay súng đeo mặt nạ đi trong 2 xe ô tô giả dạng cảnh sát đã cướp số lượng kim cương trị giá khoảng USD 50 triệu từ một máy bay chuẩn bị bay đi Zurich, Thụy Sĩ của hãng hàng không Helvetic Airways khi máy bay này đang ở trên một đường băng tại sân bay Brussels, Bỉ ngay trước 8h tối. vụ cướp đã được mô tả là chuyên nghiệp, thực hiện bởi người trong cuộc, và đã được thực hiện mà không nổ phát súng nào. Băng cướp gồm tám tên trùm đầu đi trên hai chiếc xe với những đặc điểm nhận diện như xe cảnh sát và dừng lại trên sân đỗ của sân bay.
Băng cướp đã trốn trong một công trường xây dựng bên ngoài sân bay trước khi tiến hành vụ cướp. Băng cướp đã chui qua một lỗ ở hàng rào mà họ tạo ra vượt qua được rào chắn an ninh và lái hai chiếc xe gồm một chiếc xe tải Mercedez nhỏ và một chiếc xe con màu đen với đèn hiệu nhấp nháy của cảnh sát, tới gần một máy bay chở khách của Thụy Sĩ đang chuẩn bị cất cánh, mở khoang hành lý để lôi lô hàng có đá quý ra. Băng cướp đã cướp đi ít nhất 120 gói hàng, một phần của toàn bộ lô hàng được chuyển đi.
Vụ cướp diễn ra chớp nhoáng trong vài phút và không có nổ súng cũng như không có ai bị thương. Hành khách trên máy bay cũng không nhận ra điều gì. Một trong hai chiếc xe trong vụ cướp được phát hiện đã bị đốt cháy gần sân bay. 
Lô kim cương này đã được chuyển tới sân bay từ Antwerp trên một chiếc xe tải bọc thép và đưa lên chiếc máy bay Fokker 100 hai động cơ phản lực chuẩn bị bay đi Zurich.